# Eduard Schütt (Komponist)

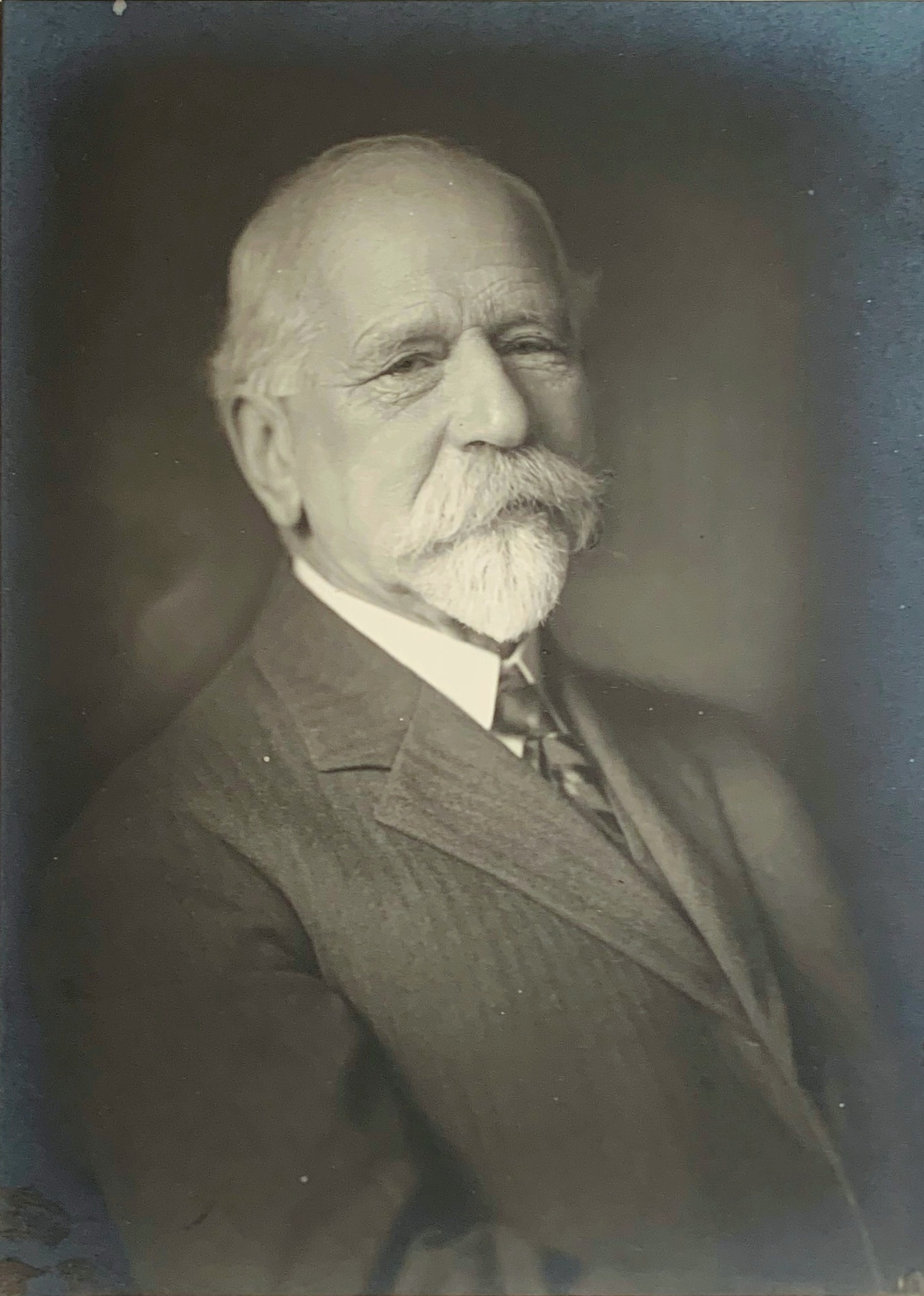
Eduard Schütt (um 1930)
(Photographie: Anton Johannes, Meran)

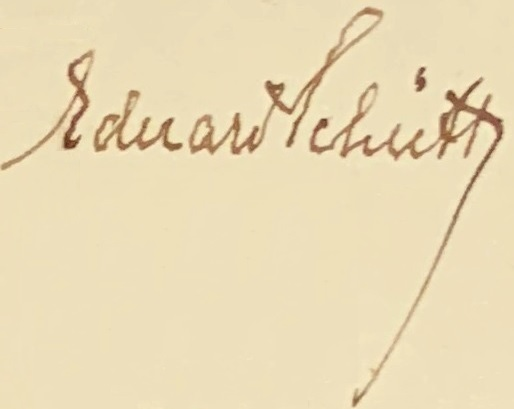
Unterschrift von Eduard Schütt

Eduard Schütt (* 22. Oktober 1856 in Sankt Petersburg, Russisches Kaiserreich; † 26. Juli 1933 in Meran, Italien) auch unter den Pseudonymen Arnolde Clairlie und Henri Marling bekannt, war ein russisch-österreichischer Pianist, Dirigent und Komponist.

## Leben
Eduard Schütt studierte in St. Petersburg bei Petersen und Theodor Stein und von 1876 bis 1878 in Leipzig am Königlichen Konservatorium der Musik u. a. bei Ernst Friedrich Richter, Salomon Jadassohn, Oscar Paul und Carl Reinecke. Schütt lebte seit 1879 in Wien, wo er bei Theodor Leschetizky studierte und von 1881 bis 1897 Dirigent des Wiener Akademischen Wagner-Vereins war.
Als Komponist ist er vor allem bekannt durch die Paraphrasen über Walzer von Johann Strauss, unter anderem die über „An der schönen blauen Donau“, „Geschichten aus dem Wienerwald“, und „Rosen aus dem Süden“, die auch technisch sehr anspruchsvoll sind.  Gleichfalls schrieb er auch zahlreiche seinerzeit sehr beliebte Klavierwerke.
Seit 1892 lebte er in Obermais bei Meran, wo er die Villa Mon Repos gekauft hatte. Dort hatte Schütt zahlreiche Schüler. Zu seinem Freundeskreis zählten unter anderem Franz Liszt, Artur Rubinstein, Johannes Brahms, Richard Heuberger und Alfred Grünfeld.

## Werke (Auswahl)
- Klavierkonzert in f-moll.
- Étude Mignonne Op. 16, 1.
- Scène de Bal Op. 17.
- Fünf Lieder für eine Singstimme in Begleitung eines Pianoforte, Op. 18, 1898.
- Cinque Morceaux de Piano Op. 31.
- Prélude e-Moll Op. 35, 1.
- Suite No. 1 für Pianoforte und Violine Op. 44.
- Carnival Mignon Scènes pantomimiques, Op. 48.
- Walzermärchen für Pianoforte, Violine und Violoncello Op. 54.
- Papillons d'amour Op. 59, No. 2 „A la bien aimée“.
- Suite No. 2 für Pianoforte und Violine Op. 61.
- Silhouetten-Portraits Op. 84.
- Suite No. 3 für Pianoforte und Violine Op. 86.
- Croquis et Silhouettes Op. 87.
- Oper Signor Formica. Komische Oper in 3 Akten, nach Hoffmann's gleichnamiger Novelle von Franz Keppel. 1892.